# Asmate semiaurata
Asmate semiaurata är en fjärilsart som beskrevs av Josif Capuse 1963. Asmate semiaurata ingår i släktet Asmate och familjen mätare. Inga underarter finns listade i Catalogue of Life.